# Пуджа Дханда
Пуджа Дханда (англ. Pooja Dhanda; нар. 1 січня 1994, повіт Хісар, штат Хар'яна) — індійська борчиня вільного стилю, бронзова призерка чемпіонату світу, бронзова призерка чемпіонату Азії, бронзова призерка Азійських ігор, дворазова чемпіонка Співдружності, срібна призерка Ігор Співдружності.

## Життєпис
Боротьбою почала займатися з 2005 року.
Виступає за спортивний клуб стадіону Махабір, Хісар, штат Хар'яна. Тренер — Субхаш Чандер Соні.
У 2019 році за спортивні досягнення була нагороджена премією «Арджуна».

## Спортивні результати на міжнародних змаганнях

### Виступи на Чемпіонатах світу
| Змагання                        | Збірна | Вагова категорія          | Місце  |
| ------------------------------- | ------ | ------------------------- | ------ |
| Чемпіонат світу з боротьби 2013 | Індія  | жіноча боротьба, до 55 кг | 24     |
| Чемпіонат світу з боротьби 2014 | Індія  | жіноча боротьба, до 55 кг | 17     |
| Чемпіонат світу з боротьби 2017 | Індія  | жіноча боротьба, до 58 кг | 11     |
| Чемпіонат світу з боротьби 2018 | Індія  | жіноча боротьба, до 57 кг | Бронза |
| Чемпіонат світу з боротьби 2019 | Індія  | жіноча боротьба, до 59 кг | 5      |

### Виступи на Чемпіонатах Азії
| Змагання                       | Збірна | Вагова категорія          | Місце  |
| ------------------------------ | ------ | ------------------------- | ------ |
| Чемпіонат Азії з боротьби 2014 | Індія  | жіноча боротьба, до 58 кг | Бронза |
| Чемпіонат Азії з боротьби 2018 | Індія  | жіноча боротьба, до 57 кг | 8      |
| Чемпіонат Азії з боротьби 2019 | Індія  | жіноча боротьба, до 57 кг | 5      |

### Виступи на Азійських іграх
| Змагання                        | Збірна | Вагова категорія          | Місце  |
| ------------------------------- | ------ | ------------------------- | ------ |
| Азійські ігри в приміщенні 2017 | Індія  | жіноча боротьба, до 58 кг | Бронза |
| Азійські ігри 2018              | Індія  | жіноча боротьба, до 57 кг | 5      |

### Виступи на Чемпіонатах Співдружності
| Змагання                                | Збірна | Вагова категорія          | Місце  |
| --------------------------------------- | ------ | ------------------------- | ------ |
| Чемпіонат Співдружності з боротьби 2013 | Індія  | жіноча боротьба, до 55 кг | Золото |
| Чемпіонат Співдружності з боротьби 2017 | Індія  | жіноча боротьба, до 57 кг | Золото |

### Виступи на Іграх Співдружності
| Змагання                | Збірна | Вагова категорія          | Місце  |
| ----------------------- | ------ | ------------------------- | ------ |
| Ігри Співдружності 2018 | Індія  | жіноча боротьба, до 57 кг | Срібло |

### Виступи на інших змаганнях
| Змагання                                 | Збірна | Вагова категорія          | Місце  |
| ---------------------------------------- | ------ | ------------------------- | ------ |
| Міжнародний меморіал Дейва Шульца 2012   | Індія  | жіноча боротьба, до 55 кг | 4      |
| Pro Wrestling League 2017                | Індія  | команда                   | 4      |
| Pro Wrestling League 2018                | Індія  | команда                   | Золото |
| Турнір Ібрагіма Мустафи 2018             | Індія  | жіноча боротьба, до 57 кг | Срібло |
| Турнір Олександра Медведя 2018           | Індія  | жіноча боротьба, до 57 кг | Бронза |
| Pro Wrestling League 2019                | Індія  | команда                   | 4      |
| Турнір Дана Колова — Николи Петрова 2019 | Індія  | жіноча боротьба, до 59 кг | Золото |
| Beat the Streets 2019                    | Індія  | жіноча боротьба, до 57 кг | Золото |
| Турнір міста Сассарі з боротьби 2019     | Індія  | жіноча боротьба, до 57 кг | Срібло |
| Гран-прі Іспанії з боротьби 2019         | Індія  | жіноча боротьба, до 57 кг | Срібло |
| Турнір Яшара Догу 2019                   | Індія  | жіноча боротьба, до 57 кг | 8      |

### Виступи на змаганнях молодших вікових груп
| Змагання                                          | Збірна | Вагова категорія          | Місце  |
| ------------------------------------------------- | ------ | ------------------------- | ------ |
| Чемпіонат Азії з боротьби серед кадетів 2008      | Індія  | жіноча боротьба, до 43 кг | Бронза |
| Чемпіонат Азії з боротьби серед кадетів 2009      | Індія  | жіноча боротьба, до 56 кг | Бронза |
| Чемпіонат Азії з боротьби серед кадетів 2010      | Індія  | жіноча боротьба, до 56 кг | Срібло |
| Літні юнацькі Олімпійські ігри серед кадетів 2010 | Індія  | жіноча боротьба, до 60 кг | Срібло |
| Чемпіонат Азії з боротьби серед кадетів 2011      | Індія  | жіноча боротьба, до 56 кг | Золото |
| Чемпіонат світу з боротьби серед кадетів 2011     | Індія  | жіноча боротьба, до 56 кг | Срібло |
| Чемпіонат Азії з боротьби серед юніорів 2011      | Індія  | жіноча боротьба, до 55 кг | Срібло |
| Чемпіонат світу з боротьби серед юніорів 2011     | Індія  | жіноча боротьба, до 55 кг | 16     |
| Чемпіонат Азії з боротьби серед юніорів 2012      | Індія  | жіноча боротьба, до 59 кг | Срібло |
| Чемпіонат світу з боротьби серед юніорів 2012     | Індія  | жіноча боротьба, до 59 кг | 5      |
| Чемпіонат Азії з боротьби серед юніорів 2013      | Індія  | жіноча боротьба, до 59 кг | 5      |
| Чемпіонат світу з боротьби серед юніорів 2013     | Індія  | жіноча боротьба, до 55 кг | 14     |
| Чемпіонат Азії з боротьби серед юніорів 2014      | Індія  | жіноча боротьба, до 59 кг | Бронза |
| Чемпіонат світу з боротьби серед юніорів 2014     | Індія  | жіноча боротьба, до 59 кг | 7      |